# Wilhelm Heinrich von Besser
Wilhelm Heinrich Caspar Friedrich Ludwig von Besser (* 1. Juni 1771 in Magdeburg; † 9. April 1829 in Riesenburg) war ein preußischer Oberst und Kommandeur des 5. Kürassier-Regiments.

## Leben

### Herkunft
Wilhelm Heinrich war Angehöriger des 1768 nobilitierten Adelsgeschlechts von Besser. Seine Eltern waren der preußische Generalleutnant Ehrenreich Wilhelm Gottlieb von Besser (1740–1807) und dessen erste Ehefrau Helene Dorothea, geborene von der Schulenburg (1737–1781) aus dem Hause Piskaborn.

### Werdegang
Besser begann seine Laufbahn auf dem Kadettenhaus in Kulm und trat 1786 als Fahnenjunker in das Dragonerregiment „Graf Hertzberg“ der preußischen Armee ein. Er avancierte 1787 zum Fähnrich und 1789 zum Sekondeleutnant. 1790 stand Besser im Kürassierregiment „von Ilow“. 1792 wurde er zum Dragonerregiment „von Wylich und Lottum“ versetzt und stieg bis 1813 zum Major auf. 1815 wurde er zum neuen 4. Dragonerregiment eingruppiert, wo man ihm, nachdem der Verband 1819 zum 5. Kürassier-Regiment umgewandelt worden war, 1821 das Kommando übertrug und er spätestens 1822 zum Oberstleutnant avancierte. Am 2. April 1826 erfolgte seine Beförderung zum Oberst. 
Besser nahm an der Vierten Koalition und den Befreiungskriegen, insbesondere den Schlachten von Preußisch Eylau, Heilsberg, Großgörschen, Bautzen, Katzbach, Leipzig, Laon und Paris aber auch an den Gefechten bei Möckern, Kolditz, Königswartha, Wartenburg, Weißenfels, Chalon sur Marne, Chateau Thierri und Chause Sesanne teil. Für seinen Einsatz im Felde wurde er mit beiden Klassen des Eisernen Kreuzes, dem Orden der Heiligen II. Klasse und dem Orden des Heiligen Wladimir IV. Klasse ausgezeichnet.

### Familie
Besser vermählte sich in erster Ehe 1792 in Groß Klingbeck (Kirchspiel Pörschken) mit Wilhelmine Louise von Borstell (1772–1859), einzige Tochter des preußischen Generalleutnants Hans Friedrich Heinrich von Borstell (1730–1804). Diese Ehe wurde 1802 geschieden. Eine zweite Eheschließung erfolgte 1816 in Neuwied mit Carolina Antonie von Kleist (1790–1864). Aus der ersten Ehe sind vier Kinder hervorgegangen.
- Adelheid Wilhelmine Minna (1797–1865) ⚭ Gustav Carl Haack (1792–1861), preußischer Premierleutnant und Gutsherr auf Kassigkehmen und Schilleninken
- Heinrich Ludwig Friedrich Wilhelm (1798–1864) ⚭ 1824 Auguste Helene Franziska Wilhelmine von Massow aus dem Hause Bandseckow (* 1803)
- Louise (1795–1837) ⚭ NN Coerber, Gymnasiallehrer in Tilsit
- Wilhelmine Amélie Charlotte (* 25. September 1796; † 30. Dezember 1844) ⚭ 1816 Christian Ernst Georg August von der Groeben (* 26. Februar 1779; † 12. Januar 1834), preußischer Rittmeister und Herr auf Groß Klingbeck